# الحاكم الكبير
الحاكم الكبير (285 - 378 هـ = 898 - 988 م) محمد بن محمد بن أحمد بن إسحاق، أبو أحمد النيسابوري الكرابيسي،  محدث خراسان في عصره. تقلد القضاء في مدن كثيرة، منها الشاش، وحكم بها أربع سنين، ثم طوس. وعاد إلى نيسابور (سنة 345 ه) فأقبل على العبادة والتأليف.توفي  سنة 370 هـ

## كتبه
1. الأسماء والكنى : مجلدان منه،
2. العلل
3. المخرج على كتاب المزني
4. الشيوخ والابواب .